# Lee Pace
Lee Grinner Pace (Chickasha, 25 marzo 1979) è un attore statunitense.

## Biografia
Nato a Chickasha, in Oklahoma, da bambino, Pace ha trascorso molti anni in Arabia Saudita (dove suo padre aveva un'impresa petrolifera), poi si è trasferito a Houston. Lee aveva lasciato la scuola temporaneamente per frequentare la scuola di recitazione di Alley Theatre, poi riprese gli studi e si diplomò. Durante gli anni della Alley, fu ingaggiato in produzioni come The Spider's Web e The Greeks. Nel 1997 Lee fu accettato alla Juilliard School. In quegli anni alla Juilliard partecipò a diverse rappresentazioni, come Romeo e Giulietta, dove interpretò Romeo, Riccardo II e Giulio Cesare.
Dopo essersi laureato, Pace ha partecipato a molti spettacoli off-Broadway: The Credaux Canvas e The Fourth Sister. Ha anche partecipato alla produzione di Small Tragedy di Craig Lucas, per la cui interpretazione fu candidato per il premio Lucille Lortel come miglior attore. Nel 2006 Pace ha recitato in Guardians di Peter Morris, interpretando due parti. Guardians ha fatto guadagnare a Lee la sua seconda nomination al Lucille Lortel Award. Pace ha ottenuto il suo primo ruolo di rilievo nel 2003 in Soldier's Girl. In questo film interpretava il ruolo di Calpernia Addams/Scottie, una donna transgender che usciva con il soldato dell'esercito Barry Winchell (interpretato da Troy Garity). Lee ha vinto un Gotham Award come miglior attore emergente e fu candidato per molti altri premi, incluso un Golden Globe. Nel 2009 recita nel film horror Possession, accanto a Sarah Michelle Gellar.
Tra il 2007 e il 2009 diventa noto per il ruolo di Ned nella serie televisiva Pushing Daisies. Nel 2012 entra nel cast de Lo Hobbit nel ruolo del Re degli Elfi Thranduil, padre di Legolas, e ottiene anche il ruolo del vampiro Garrett nell'ultimo capitolo della saga cinematografica Twilight, Breaking Dawn - Parte 2, ottenendo una notevole visibilità a livello mondiale. Nel 2014 recita la parte del villain Ronan l'accusatore nel film Guardiani della Galassia, ennesimo record d'incassi prodotto dai Marvel Studios. A partire dallo stesso anno recita nella serie televisiva Halt and Catch Fire nei panni del protagonista Joe MacMillan. Nel 2019 ritorna a recitare la parte di Ronan l'Accusatore nel film Captain Marvel, diretto da Anna Boden e Ryan Fleck. Nel 2022 affianca Maria Bakalova nel film Bodies Bodies Bodies.

## Vita privata
Nel febbraio 2018 Pace ha dichiarato di aver frequentato sia uomini che donne e di non voler etichettare la sua sessualità. Nel giugno dello stesso anno ha parlato di essere un attore queer in un'intervista con il The New York Times. È sposato con Matthew Foley e hanno una figlia. 

## Filmografia

### Cinema
- Soldier's Girl, regia di Frank Pierson (2003)
- La contessa bianca (The White Countess), regia di James Ivory (2005)
- Infamous - Una pessima reputazione (Infamous), regia di Douglas McGrath (2006)
- The Fall, regia di Tarsem Singh (2006)
- The Good Shepherd - L'ombra del potere (The Good Shepherd), regia di Robert De Niro (2006)
- Un giorno di gloria per Miss Pettigrew (Miss Pettigrew Lives for a Day), regia di Bharat Nalluri (2008)
- Possession, regia di Bharat Nalluri (2009)
- A Single Man, regia di Tom Ford (2009)
- La fontana dell'amore (When in Rome), regia di Mark Steven Johnson (2010)
- Sansone (Marmaduke), regia di Tom Dey (2010)
- Ceremony, regia di Max Winkler (2011)
- The Resident, regia di Antti Jokinen (2011)
- 30 Beats, regia di Alexis Lloyd (2012)
- Lincoln, regia di Steven Spielberg (2012)
- The Twilight Saga: Breaking Dawn - Parte 2 (The Twilight Saga: Breaking Dawn – Part 2), regia di Bill Condon (2012)
- Lo Hobbit - Un viaggio inaspettato (The Hobbit: An Unexpected Journey), regia di Peter Jackson (2012)
- Lo Hobbit - La desolazione di Smaug (The Hobbit: The Desolation of Smaug), regia di Peter Jackson (2013)
- Guardiani della Galassia (Guardians of the Galaxy), regia di James Gunn (2014)
- Lo Hobbit - La battaglia delle cinque armate (The Hobbit: Battle of the Five Armies), regia di Peter Jackson (2014)
- The Program, regia di Stephen Frears (2015)
- Insieme dopo la morte (The Keeping Hours), regia di Karen Moncrieff (2017)
- Il libro di Henry (The Book of Henry), regia di Colin Trevorrow (2017)
- Revolt, regia di Joe Miale (2017)
- The Party's Just Beginning, regia di Karen Gillan (2018)
- Driven - Il caso DeLorean (Driven), regia di Nick Hamm (2018)
- Weathering with You, regia di Makoto Shinkai (2019)
- Captain Marvel, regia di Anna Boden e Ryan Fleck (2019)
- Bodies Bodies Bodies, regia di Halina Reijn (2022)
- The Running Man, regia di Edgar Wright (2025)

### Televisione
- Law & Order - Unità vittime speciali (Law & Order: Special Victims Unit) - serie TV, episodio 3x18 (2001)
- Wonderfalls - serie TV, 13 episodi (2004)
- Pushing Daisies - serie TV, 22 episodi (2007-2009)
- The Miraculous Year, regia di Kathryn Bigelow - film TV (2011)
- Halt and Catch Fire - serie TV, 40 episodi (2014-2017)
- The Mindy Project - serie TV, episodio 3x13 (2015)
- Robot Chicken - serie TV, episodio 8x06 (2015)
- Nature Is Speaking - serie TV, episodio 2x03 (2016)
- Flying Tiger 2 - serie TV, episodio 2x01 (2019)
- Fondazione (Foundation) - serie TV, 20 episodi (2021, 2023)

## Teatro
- The Credeaux Canvas di Keith Bunin, regia di Michael Mayer. Playwrights Horizons dell'Off Broadway (2001)
- The Fourth Sister di Janusz Glowacki, regia di Lisa Peterson. Vineyard Theatre dell'Off Broadway (2002)
- Small Tragedy di Craig Lucas, regia di Mark Wing-Davey. Paywrights Horizons dell'Off Broadway (2004)
- Guardians di Peter Morris, regia di Jason Moore. Bleecker Street Theatre dell'Off Broadway (2006)
- The Normal Heart di Larry Kramer, regia di Joel Grey e George C. Wolfe. John Golden Theatre di Broadway (2011)
- Golden Age di Terrence McNally, regia di Walter Bobbie. New York City Center di New York (2012)
- Nassim di Nassim Soleimanpour, regia di Omar Elerian. New York City Center dell'Off Broadway (2018)
- Angels in America - Fantasia gay su temi nazionali di Tony Kushner, regia di Marianne Elliott. Neil Simon Theatre di Broadway (2018)

## Riconoscimenti
- Golden Globe
  - 2004 – Candidatura per il miglior attore non protagonista in una serie per Soldier's Girl
  - 2008 – Candidatura per il miglior attore in una serie commedia o musicale per Pushing Daisies
- Drama Desk Award
  - 2011 – Miglior cast per The Normal Heart
- Premio Emmy
  - 2008 – Candidatura per il miglior attore protagonista in una serie commedia per Pushing Daisies
- Festival internazionale del cinema di Berlino
  - 2007 – Orso d'argento per il miglior contributo artistico per The Good Shepherd - L'ombra del potere
- Gotham Independent Film Awards
  - 2003 – Miglior attore rivelazione per Soldier's Girl

- Independent Spirit Award
  - 2004 – Candidatura per il miglior attore protagonista per Soldier's Girl
- Obie Award
  - 2004 – Miglior attore per Small Tragedy
- Satellite Award
  - 2004 – Candidatura per il miglior attore in una miniserie o film per la televisione per Soldier's Girl
  - 2007 – Candidatura per il miglior attore in una miniserie o film per la televisione per Pushing Daisies
  - 2008 – Candidatura per il miglior attore in una miniserie o film per la televisione per Pushing Daisies

## Doppiatori italiani
Nelle versioni in italiano delle opere in cui ha recitato, Lee Pace è stato doppiato da:
- Giorgio Borghetti in The Resident, The Twilight Saga: Breaking Dawn - Parte 2, The Program
- Roberto Gammino in Pushing Daisies, Il libro di Henry
- Marco Foschi in Lo Hobbit - La desolazione di Smaug, Lo Hobbit - La battaglia delle cinque armate
- Fabio Boccanera in Guardiani della Galassia, Captain Marvel
- Simone D'Andrea in Driven - Il caso DeLorean, Fondazione
- Riccardo Scarafoni in Ceremony, Lincoln
- Tony Sansone in Wonderfalls
- Antonio Palumbo in The Good Shepherd - L'ombra del potere
- Gianfranco Miranda in Miss Pettigrew
- Andrea Lavagnino in Possession
- Nicola Braile ne La fontana dell'amore
- Franco Mannella in Sansone
- Oliviero Cappellini in Halt and Catch Fire
- Gabriele Sabatini in The Keeping Hours
- Marco Vivio in Revolt
- Guido Di Naccio in Bodies Bodies Bodies